# Navoi (cràter)
Navoi és un cràter d'impacte en el planeta Mercuri de 69 km de diàmetre. Porta el nom del poeta uzbek Ali-Shir Nava'i (1441-1501), i el seu nom va ser aprovat per la Unió Astronòmica Internacional el 2008.
Conté un material vermellós desconegut que indica una composició de la roca diferent del seu entorn. També sembla que el Navoi també té una depressió de forma irregular al seu centre. S'ha vist tal depressió en altres llocs de Mercuri, fins i tot dins del cràter Praxíteles, i pot indicar l'activitat volcànica del passat.